# Фон-де-Гом
Фон-де-Гом (фр. Font-de-Gaume) — пещера во Франции (город Лез-Эзи-де-Тайак-Сирёй, департамент Дордонь) с настенными изображениями животных эпохи позднего палеолита.

## Описание
Живопись грота Фон-де-Гом принадлежит к лучшим образцам пещерного искусства. Многочисленные изображения бизонов, диких лошадей, мамонтов, северных оленей и других животных выполнены в различной манере от древнейших линейных рисунков чёрной и красной краской до великолепнейших полихромных композиций, относящихся к мадленской эпохе (15 000 — 11 000 лет до н. э.).
Сомнения относительно древности и подлинности живописи окончательно развеялись после того, как в 1912 году Анри Бегуан обнаружил на стенах пещеры Тюк д’Одубер во Французских Пиренеях изображения бизонов. Они находились под слоем сталактитов, их возраст составлял более 10 000 лет. Под ними нашли скульптуры зубров.

## Открытие
Грот Фон-де-Гом открыт Дени Пейрони в 1901 году. Изображения некоторых животных сделаны в полную величину. На стенах и сводах небольших залов пещеры нанесено, по меньшей мере, около 80 рисунков, среди которых две бесспорные фигуры мамонтов.
При раскопках в галереях пещеры были найдены куски красной охры и своего рода «карандашей» из марганцевой руды. Судя по всему, это были те самые красители, которые использовались первобытными художниками в живописных работах. Подобные красящие материалы встречаются почти повсюду, где распространены глинистые почвы, в частности, в долинах недалеко от Фон-де-Гом. В округе есть богатые полости жёлтой, красной, а иногда чёрной глины, а также залежи железной и марганцевой руды.